# Torbiera di Casasola e Andreuzza
Torbiera di Casasola e Andreuzza este o arie protejată (arie specială de conservare — SAC, sit de importanță comunitară — SCI) din Italia întinsă pe o suprafață de 98 ha, integral pe uscat.

## Localizare
Centrul sitului Torbiera di Casasola e Andreuzza este situat la coordonatele 46°11′49″N 13°04′34″E / 46.1969°N 13.0761°E.

## Înființare
Situl Torbiera di Casasola e Andreuzza a fost declarat sit de importanță comunitară în iunie 1997 pentru a proteja 2 specii de plante și 23 de specii de animale. Situl a fost protejat și ca arie specială de conservare în octombrie 2013.

## Biodiversitate
Situată în ecoregiunea continentală, aria protejată conține 9 habitate naturale: Fânețe de joasă altitudine (Alopecurus pratensis, Sanguisorba officinalis), Cursuri de apă de la nivel de câmpie la nivel montan, cu vegetație Ranunculion fluitantis și Callitricho-Batrachion, Ape puternic oligomezotrofe cu vegetație bentonică cu Chara spp., Liziere de ierburi înalte hidrofile de câmpie și de nivel montan până la alpin, Păduri ilirice de stejar și carpen (Erythronio-Carpinion), Păduri aluvionare cu Alnus glutinosa și Fraxinus excelsior (Alno-Padion, Alnion incanae, Salicion albae), Mlaștini calcaroase cu Cladium mariscus și specii de Caricion davallianae, Pajiști cu Molinia pe soluri calcaroase, turboase sau argilos-nămoloase (Molinion caeruleae), Pajiști uscate din regiunea submediteraneeană estică (Scorzoneratalia villosae).
La baza desemnării sitului se află mai multe specii protejate:
- plante (2): Euphrasia marchesettii, Gladiolus palustris
- păsări (15): pescăruș albastru (Alcedo atthis), egretă mare (Ardea alba), stârc roșu (Ardea purpurea), buhai de baltă (Botaurus stellaris), Cettia cetti, erete de stuf (Circus aeruginosus), erete vânăt (Circus cyaneus), egretă mică (Egretta garzetta), presură de stuf (Emberiza schoeniclus), stârc pitic (Ixobrychus minutus), sfrâncioc roșiatic (Lanius collurio), gaia neagră (Milvus migrans), stârc de noapte (Nycticorax nycticorax), pițigoi-pungar (Remiz pendulinus), Zapornia parva
- amfibieni (3): izvoraș-cu-burta-galbenă (Bombina variegata), Rana latastei, Triturus carnifex
- mamifere (1): liliacul mare cu potcoavă (Rhinolophus ferrumequinum)
- nevertebrate (1): Vertigo angustior
- pești (2): Barbus plebejus, Cobitis bilineata
- reptile (1): țestoasa de baltă (Emys orbicularis)

Pe lângă speciile protejate, pe teritoriul sitului au mai fost identificate 5 specii de plante, 4 specii de amfibieni, 1 specie de mamifere, 3 specii de nevertebrate, 4 specii de reptile.